# Guayaquil City (canción)
Guayaquil City es una composición musical con tono de bolero y Salsa, compuesta e interpretada por el del grupo de rock ecuatoriano Rocola Bacalao, la canción es parte del disco Gases Nobles & Metales Pesados del 2013.
La canción es dedicada a la ciudad de Guayaquil, la música es un bolero mesclado con salsa, la letra de la canción habla sobre una persona que termina su relaciona con su novia y viaja a Guayaquil, el video musical fue grabado tipo mini documental, con personas que encontraron en la calle.
La canción hace referencia a la canción homónima del grupo francés Mano Negra, también tiene frases del poema «XV» de Pablo Neruda con una variación de su letra "“me gusta cuando hablas porque estoy como ausente, me gusta cuando callas porque al menos no me mientes”.